# Polanów
Pour l’article homonyme, voir Polanów (Sainte-Croix).
Polanów (en allemand : Pollnow ; en cachoube : Pòlnowò) est une ville de la voïvodie de Poméranie occidentale, dans le nord-ouest de la Pologne. Elle est le siège de la gmina de Polanów, dans le powiat de Koszalin.

## Histoire
De 1725 à 1945, Pollnow fait partie de l'arrondissement de Schlawe-en-Poméranie (de) dans le district de Köslin de la province prussienne de Poméranie.

## Personnalités liées
- Friedrich Techmer (1843-1891), phonéticien et linguiste allemand y est né ;
- Eberhard Wenzel (1896-1982), organiste et compositeur allemand y est né.